# Comuna Desa, Dolj
Desa este o comună în județul Dolj, Oltenia, România, formată numai din satul de reședință cu același nume. Are o populație de 4.740 de locuitori.

## Demografie
Componența etnică a comunei Desa
     Români (72,77%)
     Romi (21,63%)
     Alte etnii (0,11%)
     Necunoscută (5,49%)
Componența confesională a comunei Desa
     Ortodocși (92,45%)
     Penticostali (1,37%)
     Alte religii (0,61%)
     Necunoscută (5,58%)
Conform recensământului efectuat în 2021, populația comunei Desa se ridică la 4.609 locuitori, în scădere față de recensământul anterior din 2011, când fuseseră înregistrați 4.740 de locuitori. Majoritatea locuitorilor sunt români (72,77%), cu o minoritate de romi (21,63%), iar pentru 5,49% nu se cunoaște apartenența etnică. Din punct de vedere confesional, majoritatea locuitorilor sunt ortodocși (92,45%), cu o minoritate de penticostali (1,37%), iar pentru 5,58% nu se cunoaște apartenența confesională.

## Politică și administrație
Comuna Desa este administrată de un primar și un consiliu local compus din 13 consilieri. Primarul, Aurelian-Relu Anghelof[*], de la Partidul Social Democrat, este în funcție din octombrie 2020. Începând cu alegerile locale din 2024, consiliul local are următoarea componență pe partide politice:
|  | Partid                          | Consilieri | Componența Consiliului | Componența Consiliului | Componența Consiliului | Componența Consiliului | Componența Consiliului | Componența Consiliului |
|  | ------------------------------- | ---------- | ---------------------- | ---------------------- | ---------------------- | ---------------------- | ---------------------- | ---------------------- |
|  | Partidul Social Democrat        | 6          |                        |                        |                        |                        |                        |                        |
|  | Partidul Național Liberal       | 6          |                        |                        |                        |                        |                        |                        |
|  | Alianța pentru Unirea Românilor | 1          |                        |                        |                        |                        |                        |                        |

## Personalități născute aici
- Adriana Barbu (n. 1961), atletă.